# Râul Băcin
Râul Băcin sau Râul Suma este un curs de apă, afluent al râului Beregsău. 

## Hărți
- Harta județului Timiș